# Répáshuta
Répáshuta (slowakisch Repašská Huta) ist eine ungarische Gemeinde im Kreis Miskolc im Komitat Borsod-Abaúj-Zemplén.

## Geschichte
Im Jahr 1913 gab es in der damaligen Kleingemeinde 78 Häuser und 443 Einwohner auf einer Fläche von 2917 Katastraljochen. Sie gehörte zu dieser Zeit zum Bezirk Miskolcz im Komitat Borsod.

## Geografische Lage
Répáshuta liegt in Nordungarn im Nationalpark Bükk, 20 Kilometer westlich des Komitatssitzes Miskolc und 20 Kilometer nordöstlich der Stadt Eger. Die Nachbargemeinde Bükkszentkereszt befindet sich acht Kilometer östlich des Ortes.

## Gemeindepartnerschaft
- Sedliská, Slowakei

## Sehenswürdigkeiten
- Balla-Höhle (Balla-barlang)
- Heimatmuseum (Tájház)
- Naturlehrpfade (Kőbalta Tanösvény, Rejteki Tanösvény und Tárnics Tanösvény)
- Römisch-katholische Kirche Kisboldogasszony
- Weltkriegsdenkmal (I-II. világháborús emlék)

## Verkehr
Répáshuta ist nur über die Landstraße Nr. 2505 zu erreichen. Es bestehen Busverbindungen nach Miskolc und Eger. Der nächstgelegene Bahnhof befindet sich in Miskolc-Tiszai.

## Bilder

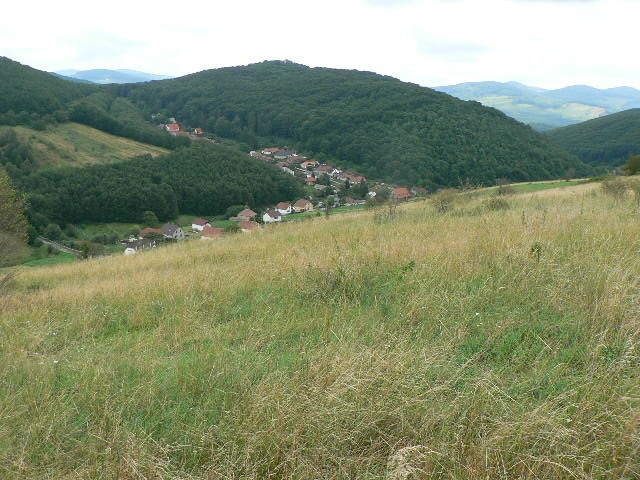
Blick auf Répáshuta
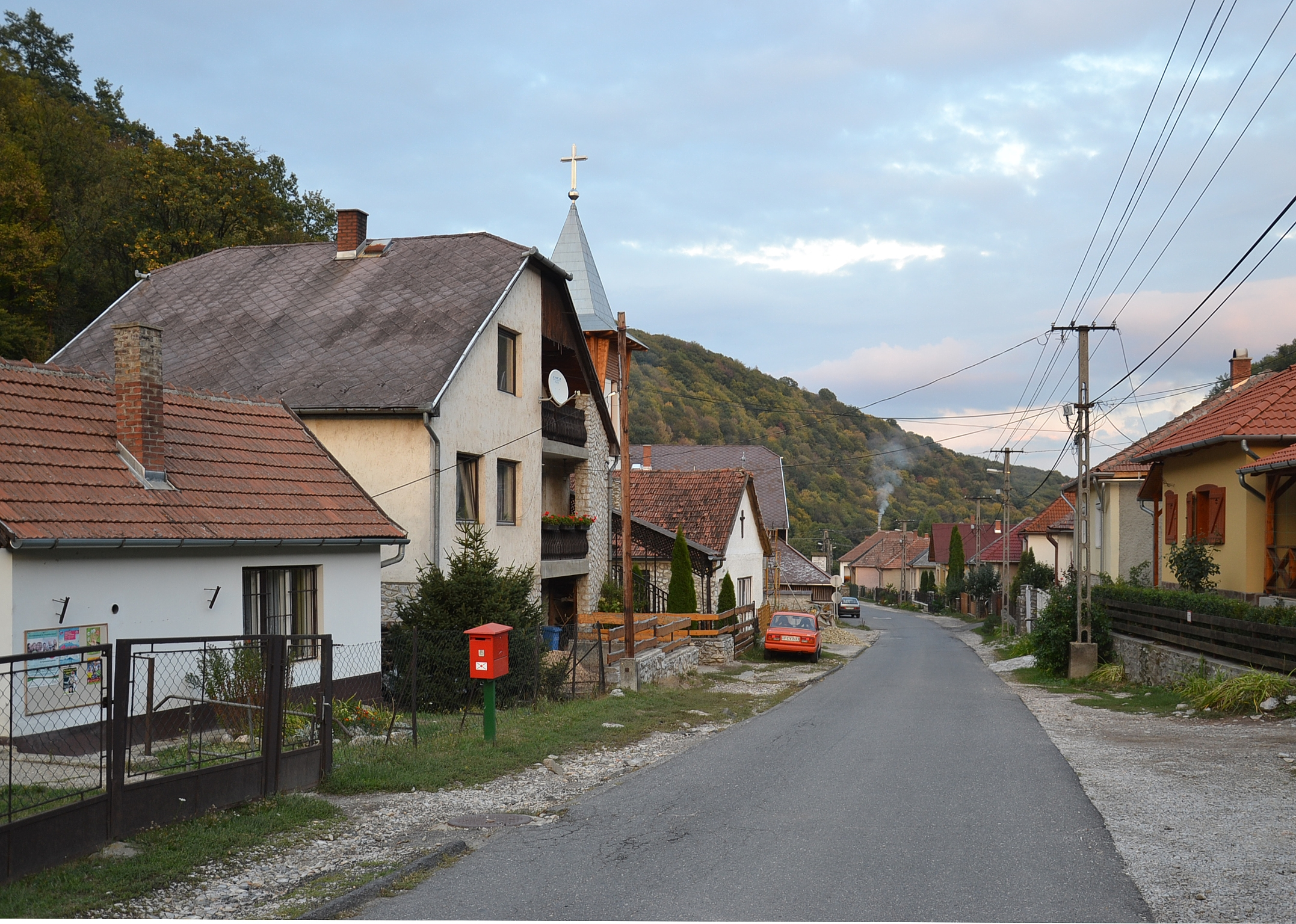
Kossuth Lajos utca
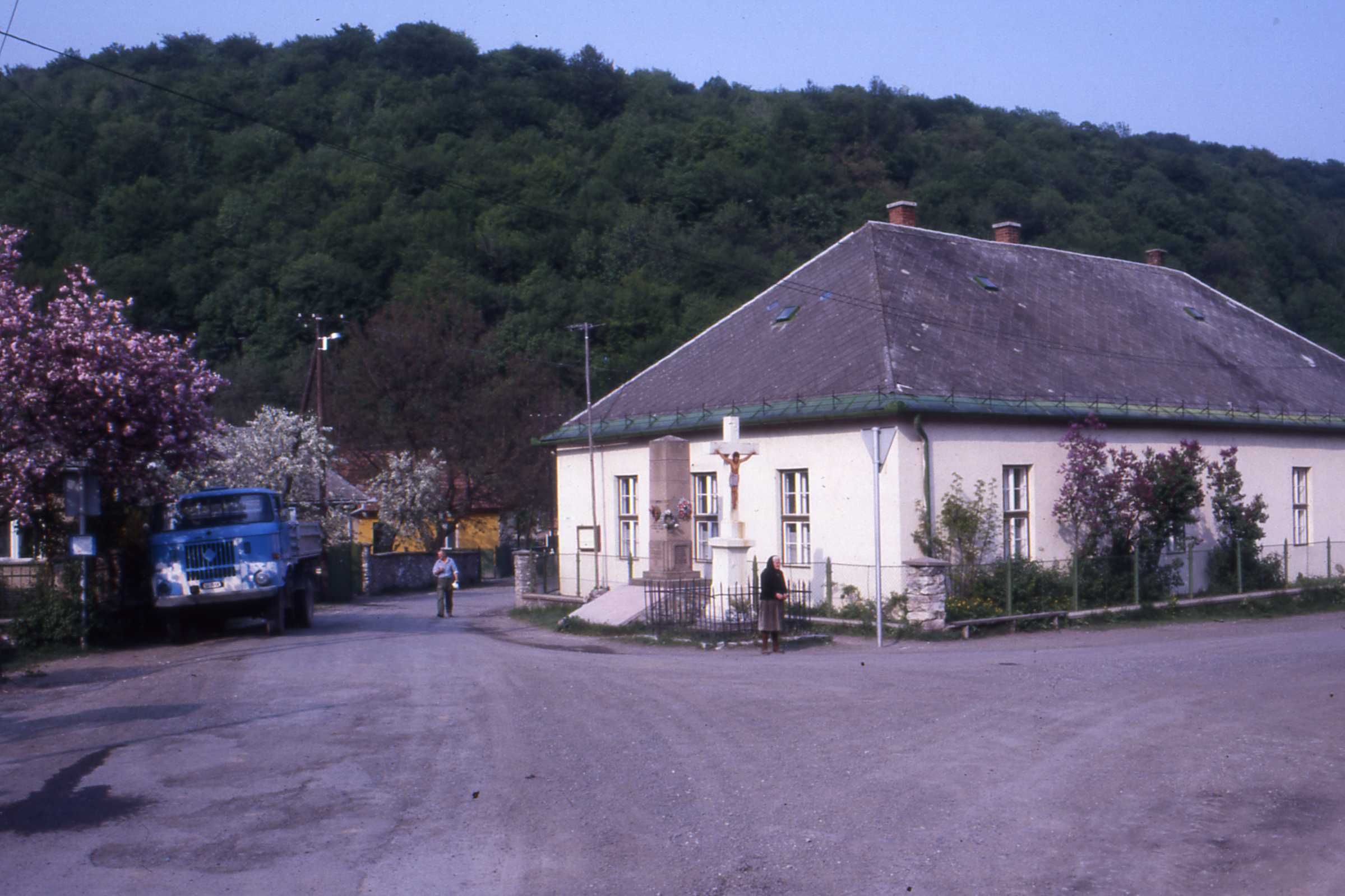
Schule
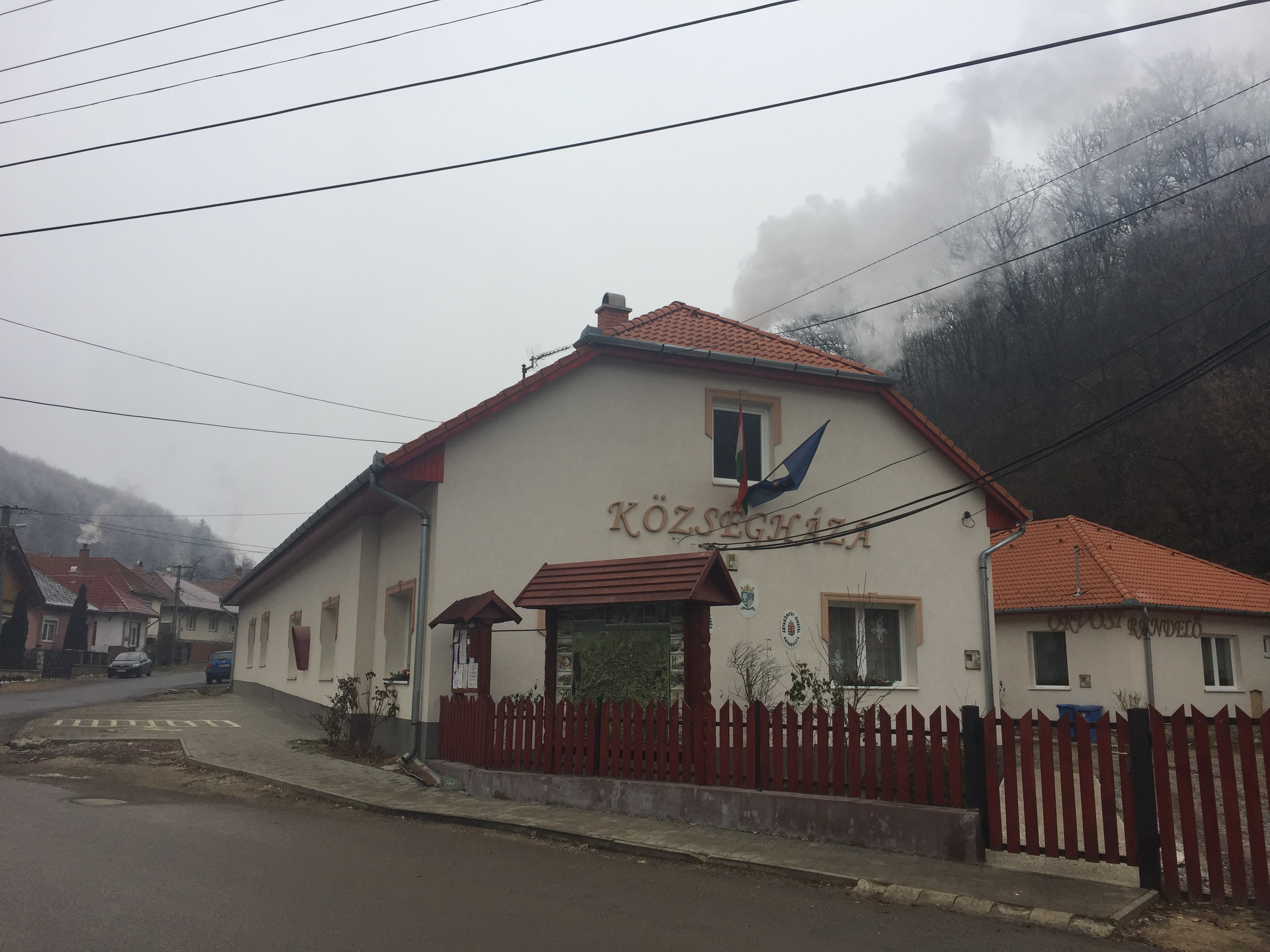
Gemeindeverwaltung
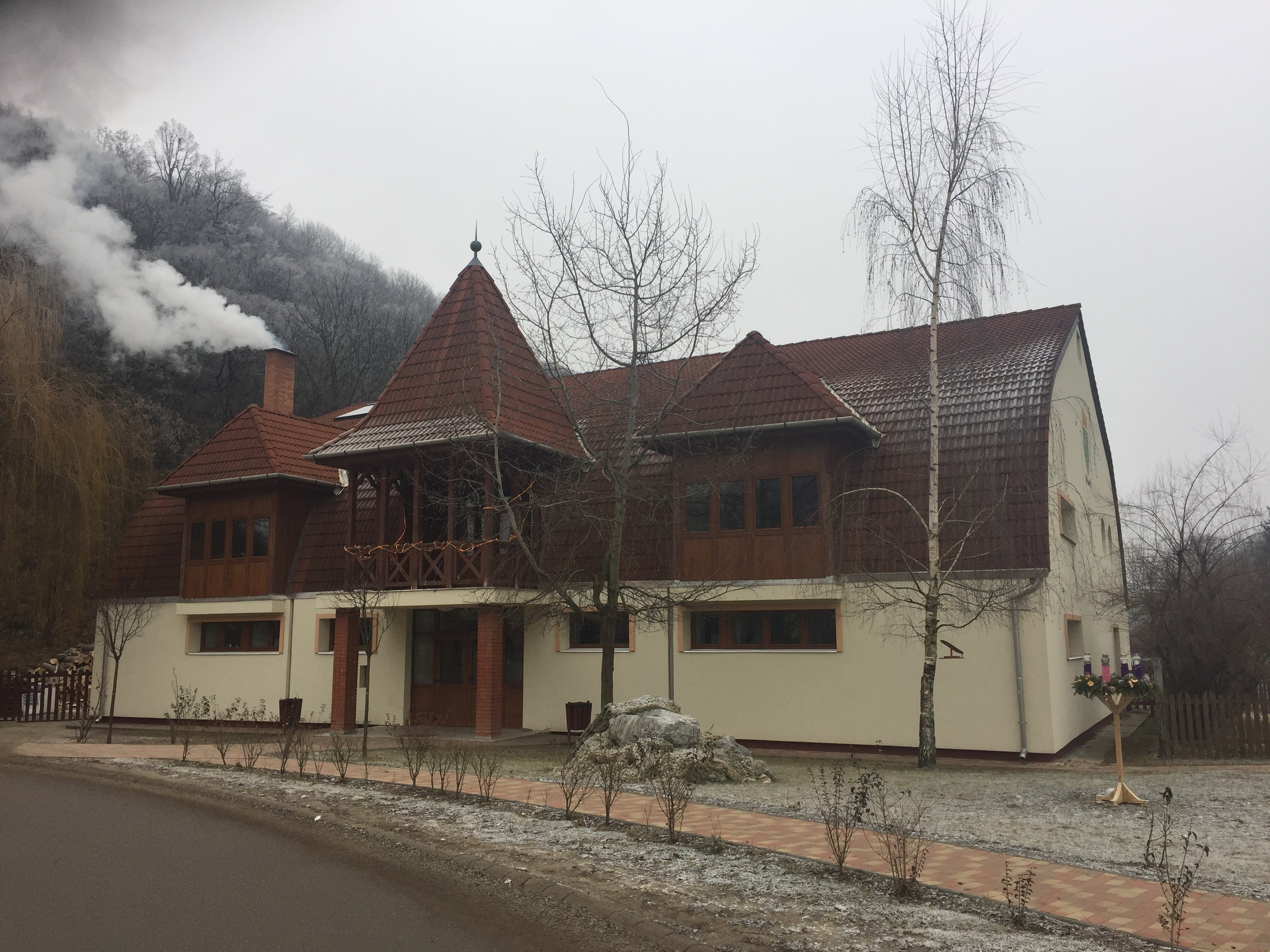
Kulturhaus
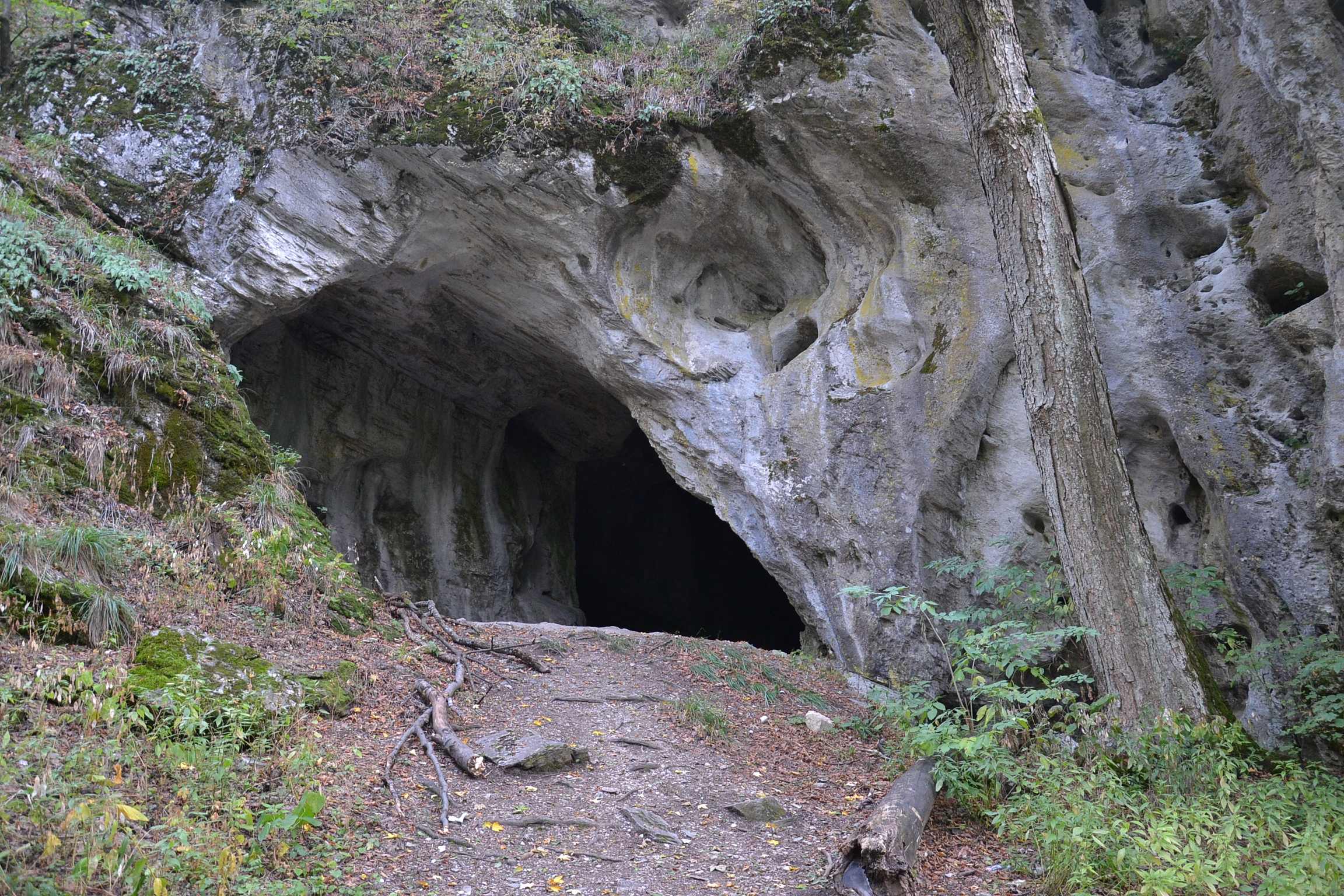
Eingang der Balla-Höhle